# Ion Tănăsescu
Ion Tănăsescu (n. 12/23 februarie 1892, București – d. 28 decembrie 1959, București) a fost un chimist român, membru titular (1955) al Academiei Române.
A fost membru corespondent al Academiei de Științe din România începând cu 21 decembrie 1935 și membru titular începând cu 5 iunie 1943.
A descoperit reacția Lehmstedt-Tănăsescu de obținere a acridonei, care a fost ulterior îmbunătățită de către chimistul german Kurt Lehmstedt.